# 桑原輪中
桑原輪中（くわばらわじゅう）は、岐阜県南西部の木曽三川下流部に存在した輪中。

## 地理

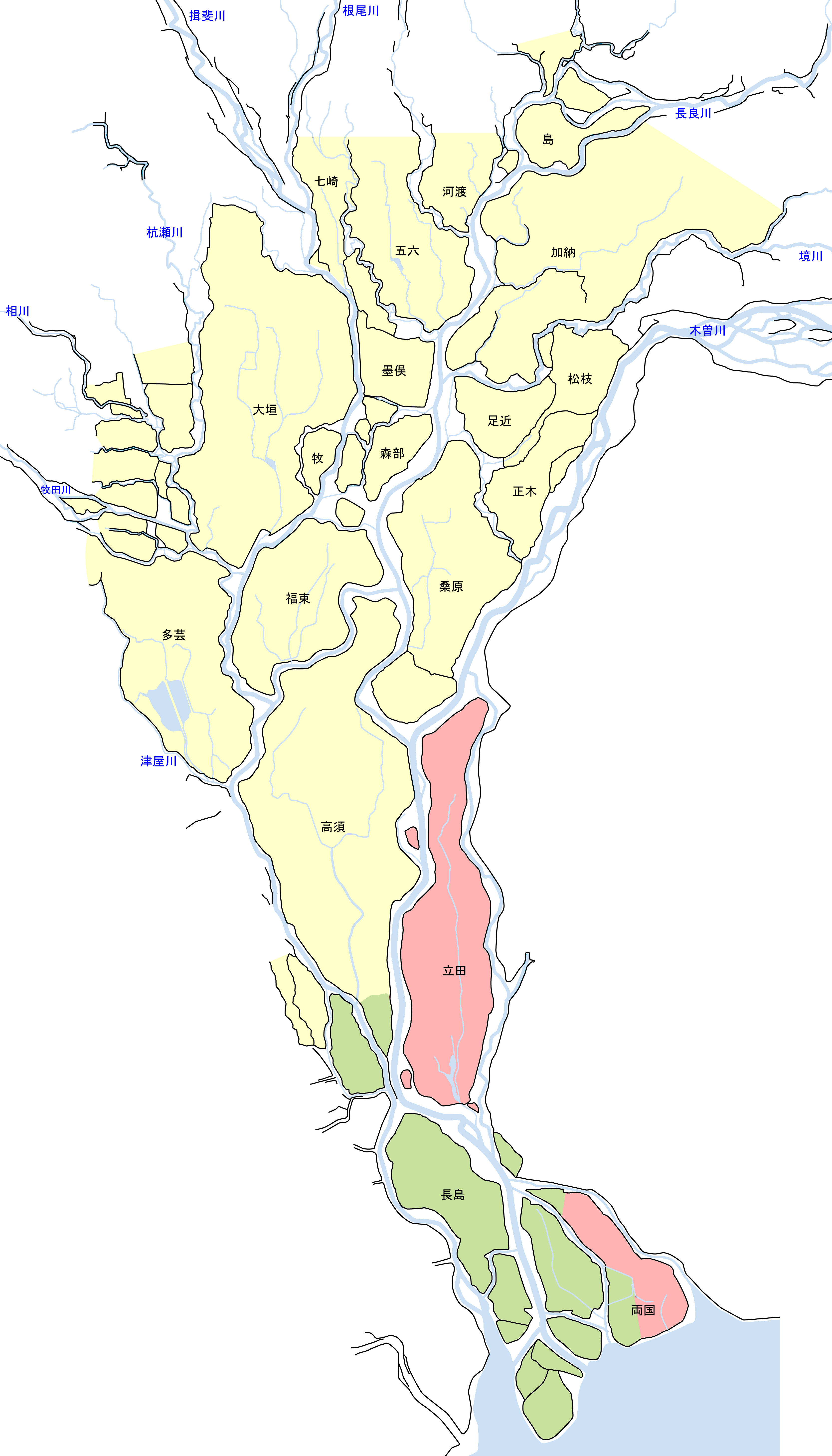
明治時代初期の輪中地帯の様子（黒字は主要な輪中名、水色線・青字は主要な河川、着色は黄が美濃国（岐阜県）・赤が尾張国（愛知県）・緑が伊勢国（三重県））

現在の岐阜県羽島市の南部地域が相当する。東の木曽川・西の長良川が合流する地点にあたり、北を逆川に囲まれた南北約10キロメートル、東西約4キロメートル、総面積約1950ヘクタールの輪中であった。長良川よりも木曽川の土砂流入量が多いため自然堤防は東側が高く、中央よりやや西よりの低位部を排水路の桑原川が流れている。
南部に内郭輪中である小藪輪中（こやぶわじゅう）が存在する複合輪中であったが、明治時代の治水工事によって小薮村は東西に分断され、西側（西小藪地区）は高須輪中に吸収され飛地となった（後述）。後に小薮村は合併により羽島市となるが、西小藪地区は依然飛地となっている。市内に橋はなく直接の往来はできないが、西小藪地区が隣接する海津市内に南濃大橋があるため往来は容易になっている。
現在羽島市を構成する地域には桑原輪中以外に、桑原輪中から逆川を挟んで北東側に位置する足近輪中（あぢかわじゅう）・正木輪中（まさきわじゅう）・大浦輪中（おおうらわじゅう）が含まれる。これらは桑原輪中と歴史的に見ても関係性が深いため、本項目においてまとめて扱う。なお、足近輪中は宝暦治水当時の絵図には「坂井輪中」と記したものが存在し、また正木輪中は「駒塚輪中」「曲利輪中」「新井輪中」などの複数の表記の他に前述のものとは別の「大浦輪中」と記したものも存在する。
また、地形的に考えると桑原川などの堤防を境として、桑原輪中を3つ、正木輪中を2つに分割解釈する場合もある。
桑原輪中の周辺には長良川を挟んで高須輪中・福束輪中など、足近輪中・正木輪中の近隣に松枝輪中が存在していた。

## 歴史

### 天正の大洪水

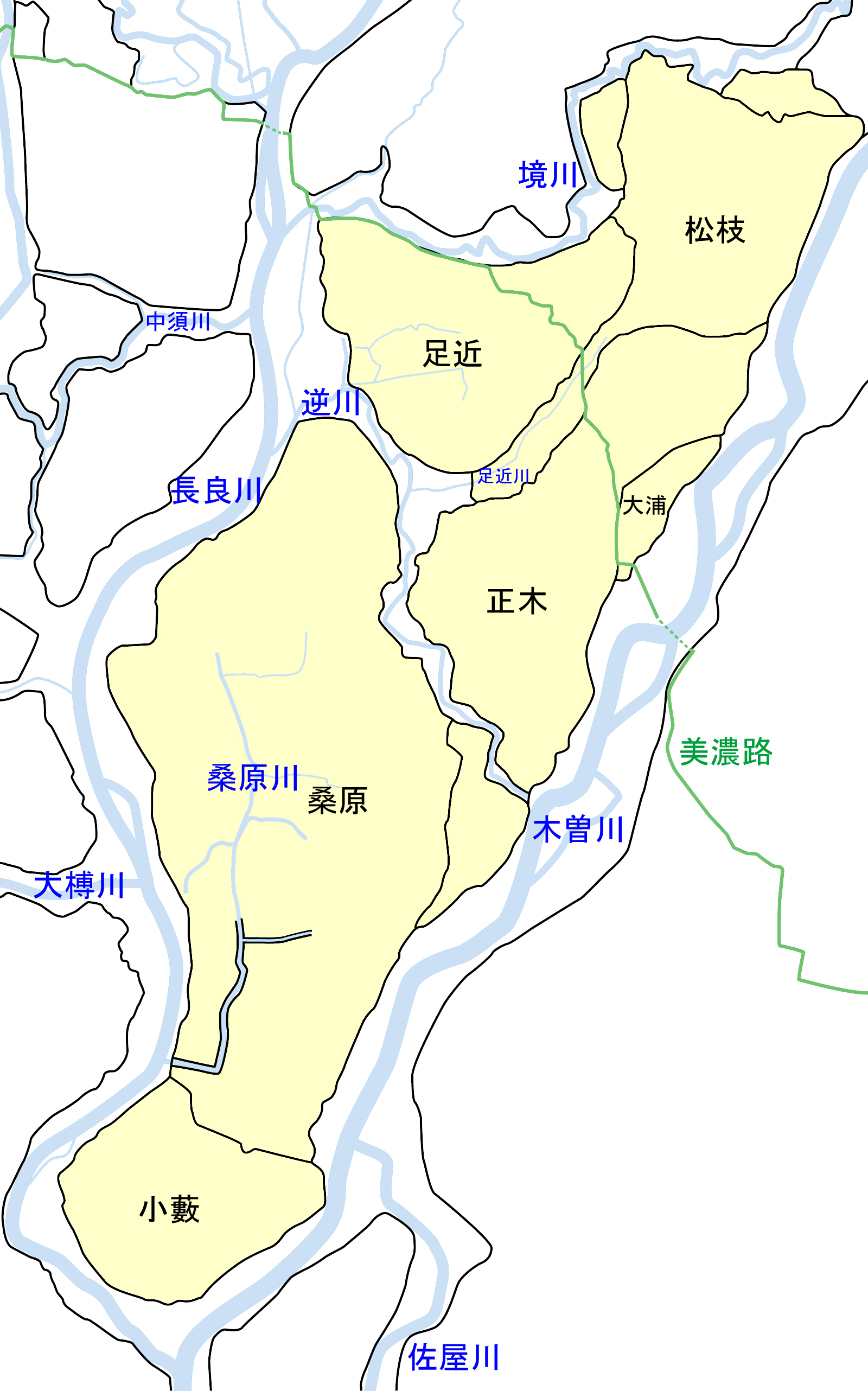
桑原輪中の様子、および周囲の輪中・河川の様子

足近の地名はヤマトタケルに由来するという伝承があり、また正木では弥生時代の遺物が発掘されており、古くからこの地域に人が居住していたと推測されている。
木曽川はかつては境川筋を流れていた。尾張国・美濃国の境界になっていた古木曽川（境川）に面する足近輪中北側の高位部の堤防は鎌倉時代までに構築されていたと考えられ、この堤防は美濃路にも利用された。また、後に足近輪中と正木輪中の境目となる地域には、木曽川分流の「足近川」が流れていた。
木曽川は1586年（天正14年）の大洪水でおおよそ現在の河道へと移り、その際に逆川も誕生した。足近川と逆川によって桑原輪中・足近輪中・正木輪中の形態がおおよそ定まるが、江戸時代に入ってもこの地域には尾張藩領・旗本領・天領などが混在した状態が続いていたことが記録として残されており、小領域単位の堤防は築かれてたものの地域全体で治水に当たることは困難であった。
なお、大洪水以前のこの地域は尾張国（中島郡・葉栗郡）に属していたが、大洪水による木曽川河道の移動に伴って豊臣秀吉が国境を変更したため、美濃国（中島郡・羽栗郡）へと編入された。

### 輪中の形成
1610年（慶長15年）に「御囲堤」が完成したことで美濃国側では水害が増加したことに加え、争乱の時代が終わって新田開発需要が高まったという背景から木曽三川流域では輪中形成が進んだ。
桑原輪中は1656年（明暦2年）ごろに形成されたと考えられ、足近輪中は『濃州治水記』の記述により享保年間までの形成と思われるが、それ以外の輪中の正確な形成年次は不詳。宝暦治水以前に正木輪中・小藪輪中は形成されていたと思われるが、大浦輪中については正木輪中より新しいと思われる程度である。なお、大浦輪中は正木輪中堤外地の木曽川河川敷を開発した地域であり、1887年（明治20年）の地形図でも木曽川沿いの堤防は不完全であった。

### 宝暦治水
1754年（宝暦4年）の宝暦治水において桑原輪中は工事の対象地域となる。木曽川に水勢を和らげるための猿尾堤が築堤され、木曽川から逆川分派口には洗堰が設けられたほか、長良川対岸の大榑川分派口にも洗堰が設けられた。
桑原輪中では長良川へと悪水を排水していたが、大榑川洗堰にともなう長良川の水位上昇によって排水が困難になった。状態を改善するため1768年（明和5年）には、輪中内を上中下の3つに分けて水路を整備し、水量に応じて調整する「三ツ割普請」が行われ、このときに整備された水路が桑原川の原型となった。
しかしその後も長良川の河床上昇は続いたため年々悪水処理は困難となり、田畑が堀田に転換されるなど努力が続けられた。

### 分流工事による大規模な変化

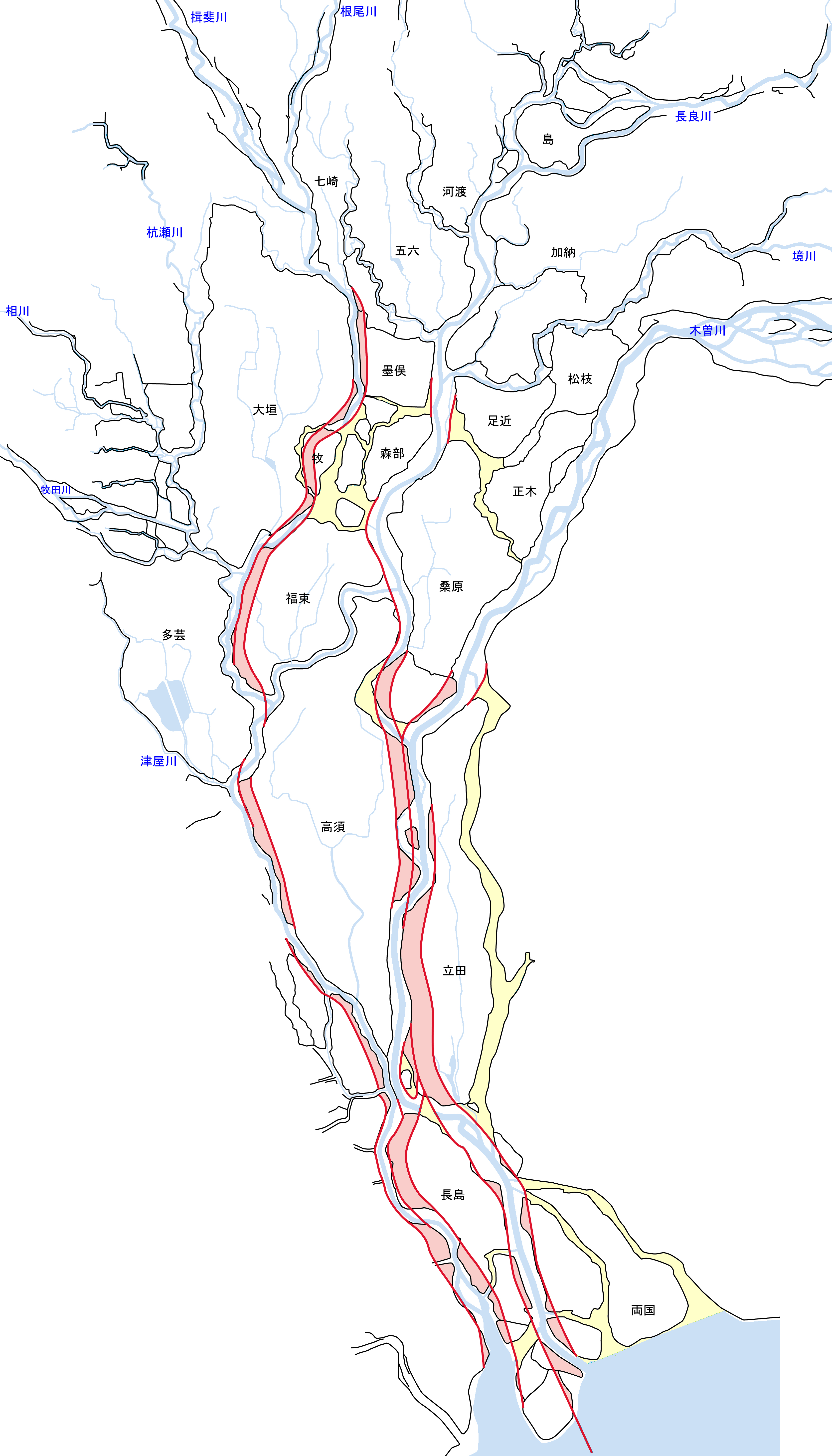
明治時代の木曽三川分流工事による堤防の変遷（赤線が新堤防、黒線が旧堤防、薄赤着色部が開削された部分、薄赤着色部が締め切りなどがされた河川）

江戸時代を通じて桑原輪中の排水条件は悪化していったが、明治時代に至り輪中地域全体で根本的な治水を行う機運が高まり、桑原輪中においても1883年（明治16年）に輪中内23村により「桑原輪中木曽川長良川逆川水利土功会」が結成される。
こうして迎えた1887年（明治20年）から1912年（明治45年）の木曽三川分流工事において、桑原輪中の南側で合流していた木曽川と長良川はそれぞれ分流されることになり、桑原輪中から福原輪中までの間に約12.4キロメートルの背割堤が築かれた。新木曽川と新長良川の河道造成のために、桑原輪中では八神と小藪で開削が行われた。この開削で小藪輪中は湾曲していた長良川を直線化するために東西に二分され、西は高須輪中と陸続きとなった。

### その後

#### 周辺の治水工事
明治時代から大正時代にかけて、悪水対策として桑原川の延長と樋門の設置が検討される。1916年（大正5年）の水害予防組合臨時組合会によって工事が一旦は議決されるが、大不況の影響もあり完成期限は何度も延長され、1928年（昭和3年）にようやく完成を迎えた。この工事で桑原川は南に3キロメートルほど延長され、南端の小藪村の南端にはレンガ造りの「小藪閘門」が建造された。また、小藪輪中との境目には「法六堤」と呼ばれる分水堤が設けられていたが、この工事に伴って切断貫通された。
1931年（昭和6年）には木曽川上流改修工事で洗堰により木曽川と限定的に切り離されていた逆川が完全に木曽川及び長良川から切り離され、逆川からの洪水の恐れがなくなった。逆川沿いの堤防はそれ以降随時取り壊されたため、現在、輪中の形状を図り知ることはできなくなっている。

#### 水防共同体の再編
大浦輪中は木曽川右岸の微高地に位置したため田地に適さず畑地が多くを占め、その立地から輪中内に排水路を持たなかった。1884年（明治17年）以降は正木輪中とは別の独自の水防共同体を持っていたが、大正から昭和にかけての木曽川上流改修工事によって1936年（昭和11年）に木曽川右岸の堤防が一体化したことで正木輪中の水防共同体と合流した。その後、1961年（昭和36年）に独自の水防共同体は解散して、水防は羽島市に委ねられた。
1957年（昭和32年）に足近輪中・正木輪中の水害予防組合は合同で「羽島中部水害予防組合」を結成、1962年（昭和37年）には桑原輪中を加えた「逆川締切堤防水害予防組合」へと移行した。